# Ljutnja
Ljutnja je emocionalna reakcija, koja može biti izazvana objektivnim događajima, ali i iracionalna,  nerazumna izazvana autosugestijom. Kad je prikladno izražavamo, radi se o zdravom osjećaju. Relativno je stabilna i trajna osobina koja usmjerava ponašanje u različitim društvenim situacijama, a očituje se u doživljaju srdžbe ili gnjeva, u nasilnom ponašanju, negativizmu prema autoritetima, namjeri da se nekoga fizički ili psihički povrijedi.
Ljutnja je emocija frustriranosti kada je osoba spriječena u postizanju ciljeva, onemogućena u onome što pokušava raditi ili nekim tko osobu sprječava, onemogućava ili pokazuje premalo obzira u onome što osoba pokušava postići. Ako se čini da se frustracija može ukloniti, barem u određenoj mjeri, ljutnja frustriranu osobu čini agresivnom i osvetoljubivom.
Razlikuje se ljutnja koja je nastala nekim konkretnim povodom ili agresivnost kao stil ponašanja.
Videbeck opisuje ljutnju kao normalna emocija koja uključuje jak neugodan i emocionalni odgovor na provokaciju. R. Novaco govori o tri načina ljutnje: kognitivnu (procjene), somatski - afektivne (napetost) i ponašanja (povlačenje i antagonizam). William G. DeFoore 2004 opisuje ljutnju kao lonac na pritisak; a mi samo možemo primjenjivati pritisak na našu ljutnju na određeno vrijeme dok ne eksplodira. Ljutnja može imati fizičke čimbenice kao što su povećani otkucaja srca, krvni tlak i razina adrenalina i noradrenalina. Neki smatraju gnjev kao dio borbe ili bijega mozga odgovor na percipirane opasnosti od štete. Ljutnja postaje dominantan osjećaj ponašanja, kognitivno, i fiziološki kada osoba čini svjesno odabralo da se poduzmu mjere da se odmah zaustavi prijeteći ponašanje druge vanjske sile. Engleski termin potječe od izraza anger staronordijskom jezika. Ljutnja može imati mnoge fizičke i psihičke posljedice.
Vanjski izraz ljutnje može se naći u izrazu lica, govor tijela, fiziološke reakcije, te s vremena na vrijeme u javnosti djela agresije. Ljudi i životinje na primjer rade glasne zvukove, pokušaju izgledati fizički veće, stiskaju zube, i zure. Ponašanja povezana s ljutnjom su dizajnirani da upozori agresora da se zaustavi svoje prijetnje. Rijetko se fizički svađa pojavi bez prethodnih izraza bijesa najmanje jedan od navedenih.
Moderni psiholozi gledaju na ljutnju kao primarna, prirodna i zrela emocija doživljena od svih ljudi, i kao nešto što ima funkcionalnu vrijednost za opstanak. Ljutnja može mobilizirati psihološke resurse za korektivne akcije. Nekontrolirani bijes može, međutim, negativno utjecati na osobne ili društvene dobrobiti. Suočavanje s bijesom je bila upućena u spisima od prvih filozofa do modernih vremena. Moderni psiholozi, za razliku od ranijih pisaca, također su ukazali na moguće štetne učinke suzbijanja bijesa. Prikaz ljutnje može se koristiti kao manipulacijska strategija za društveni utjecaj.
Aristotel o ljutnji kaže:
»Ljutnja se može definirati kao poriv, kojeg prati bol, k velikoj osveti za veliko poniženje koje je bez opravdanja bilo naneseno osobi ili njezinim prijateljima.«
|                                                 | Neasertivno                                                                                                  | Asertivno                                                                                              | Agresivno |
| ----------------------------------------------- | --- | --- | --- |
| Obilježje ponašanja                             | Osnovna namjera je udovoljiti drugima, vlastite želje se ne izražavaju ili se izražavaju samopodcjenjivački. | Osnovna namjera je komunikacija, a želje i osjećaji se izražavaju direktno i prikladno bez okolišanja. | Osnovna namjera je dominacija ili ponižavanje drugih, a želje, osjećaji i zamisli se izražavaju na štetu drugih. |
| Vlastiti osjećaji pod utjecajem reakcije        | Nezadovoljstvo sobom, uznemirenost, kasnije često ljutnja i zamjeranje drugima                               | Samopouzdanje, zadovoljstvo sobom                                                                      | Samozadovoljnost, kasnije možda posramljenost                                                                    |
| Osjećaji drugih koji prepoznaju takva ponašanja | Sažaljenje, odbojnost                                                                                        | Uvažavanje                                                                                             | Srdžba, želja za osvetom                                                                                         |
| Ishod                                           | Ne postizanje cilja, a drugi razviju loše mišljenje                                                          | Dobivanje onoga što se želi uz uvažavanje drugih                                                       | Postizanje cilja, ali na tuđu štetu                                                                              |
| Dugoročne posljedice                            | Stalno izbjegavanje neugodnih situacija, konflikata i konfrontacija                                          | Osjećaj uvažavanja, povećano samopoštovanje                                                            | Mogućnost izazivanja ljutnje kod napadnute osobe i moguća osveta                                                 |